# Koncesja
Koncesja (łac. concessio „pozwolenie, zgoda”) – akt administracyjny wydawany przez organ koncesyjny. Akt ten upoważnia koncesjonariusza do prowadzenia ściśle określonej działalności gospodarczej. Koncesjonowanie wprowadza się w przypadku działalności, które mają szczególne znaczenie ze względu na bezpieczeństwo państwa lub obywateli albo inny ważny interes publiczny.
Koncesja jest przejawem reglamentacji działalności gospodarczej dokonywanej przez państwo. Wyraża ona akt zgody władz publicznych na podjęcie i prowadzenie działalności przez określonego przedsiębiorcę. Zawiera w sobie cechy pozwolenia, a zarazem różni się od niego tym, że jest udzielana w pewnym tylko zakresie działalności gospodarczej.

## Klasyczna koncepcja koncesji
Za klasyczny model koncesji uznaje się konstrukcję prawną powstałą we Francji (wraz z modyfikacjami wykształconymi przez naukę niemiecką). Modelowy (uznawany do dzisiaj za klasyczny) schemat koncesji charakteryzuje się następującymi cechami:
- Koncesja jest najczęściej udzielana w takich sferach działalności, które uprzednio były objęte monopolem ze strony państwa. Monopol ten mógł wynikać z przepisów prawa lub być tzw. monopolem faktycznym, gdy pewne zachowania uznawano za tak istotne ze względu na interes państwa i potrzeby obywateli, że jedynie państwo mogło zapewnić je na pożądanym poziomie (tzw. service public fr.). Udzielenie jednostce koncesji powodowało tym samym przełamanie monopolu i przekazanie podmiotowi prywatnemu praw, które przysługiwały uprzednio wyłącznie samemu państwu. W koncesjach klasycznych przyznawano uprawnienia koncesyjnego jedynie względem dóbr publicznych, nie udzielano natomiast uprawnień w zakresie tzw. majątku skarbowego (w stosunku do niego posługiwano się instrumentami prawa prywatnego)
- Koncesjonariuszom przyznawano zazwyczaj wyłączność w odniesieniu do prowadzonej działalności (miało to polepszyć sytuację ekonomiczną koncesjonariusza i umożliwić mu osiągnięcie zysków)
- Wykonując wynikające z koncesji uprawnienia, koncesjonariusz nie tylko prowadzi określoną działalność gospodarczą, ale równocześnie realizuje pewne, ściśle określone, zadania publiczne. Koncesja upoważniała podmiot prywatny do działania w obrębie sfery administracji publicznej. Przekazywano wówczas koncesjonariuszowi cząstkę władzy administracyjnej, aby wykonywał on ją w jego imieniu (związane to było z tym, że prowadził on działalność społecznie użyteczną, zaspokajając podstawowe potrzeby bytowe społeczeństwa). Uprawnienia władcze dawały możliwość stosowania tych samych środków, które były dostępne administracji. W ten sposób koncesjonariusz stawał się podmiotem władztwa administracyjnego, nie tylko zaspokajał on swój interes, ale również zobowiązany był również pełnić funkcje publiczne.
- Na koncesjonariusza nakładano zazwyczaj szereg specyficznych obowiązków. Obciążenia te miały gwarantować wykonywanie spoczywających na podmiocie zadań gospodarczych na odpowiednim poziomie. Jednocześnie organy koncesyjne sprawowały wnikliwy nadzór nad przestrzeganiem przez koncesjonariusza wszystkich obowiązków i powinności.
- Koncesje są kontraktami długoterminowymi

W genezie i kształceniu się koncesji dostrzega się więc początki tzw. procesu prywatyzacji administracji wraz ze wszystkimi kontrowersjami i problemami z tym związanymi.

## Recepcja koncesji w Polsce
W Polsce przyjęto model koncesjonowania z dość licznymi modyfikacjami. Podstawa do wprowadzenia koncesji znajduje się w Konstytucji. Wprowadza ona zasadę swobody gospodarczej, jednocześnie zastrzegając w art. 216 ust. 3 możliwość ustanowienia monopolu, zastrzegając, że może to nastąpić tylko w ustawie. Regulacje takie zawiera ustawa z dnia 6 marca 2018 r. – Prawo przedsiębiorców (Dz.U. z 2023 r. poz. 221) (poprzednio ustawa o swobodzie działalności gospodarczej (Dz.U. z 2017 r. poz. 2168, z późn. zm.)) zawierająca przepisy o charakterze lex generalis. Przepisy są zamieszczone w rozdziale 4 (Reglamentacja działalności gospodarczej).
Rodzaje działalności koncesjonowanej wymienione były enumeratywnie w ustawie o swobodzie działalności gospodarczej. W myśl art. 46 wspomnianej ustawy działalnością koncesjonowaną było:
1. poszukiwania, rozpoznawania złóż węglowodorów oraz kopalin stałych objętych własnością górniczą, poszukiwania lub rozpoznawania kompleksu podziemnego składowania dwutlenku węgla, wydobywania kopalin ze złóż, podziemnego bezzbiornikowego magazynowania substancji, podziemnego składowania odpadów oraz podziemnego składowania dwutlenku węgla;
2. wytwarzania i obrotu materiałami wybuchowymi, bronią i amunicją oraz wyrobami i technologią o przeznaczeniu wojskowym lub policyjnym;
3. wytwarzania, przetwarzania, magazynowania, przesyłania, dystrybucji i obrotu paliwami i energią;
4. przesyłania dwutlenku węgla w celu jego podziemnego składowania;
5. ochrony osób i mienia;
6. rozpowszechniania programów radiowych i telewizyjnych, z wyłączeniem programów rozpowszechnianych wyłącznie w systemie teleinformatycznym, które nie są rozprowadzane naziemnie, satelitarnie lub w sieciach kablowych;
7. przewozów lotniczych;
8. prowadzenia kasyna gry.

Wszystkie z wymienionych rodzajów działalności koncesjonowanej są szczegółowo uregulowane w stosownych ustawach. Z uwagi na to, że katalog działalności koncesjonowanej jest katalogiem zamkniętym, to wprowadzenie koncesjonowania innych dziedzin działalności gospodarczej wymagały zmiany wspomnianej ustawy. Obecnie Prawo przedsiębiorców nie zawiera wykazu działalności koncesjonowanej, lecz odsyła do ustaw odrębnych (art. 37 ust. 3).
Art. 54 Konstytucji RP zakazuje koncesjonowania prasy.
Koncesja ogranicza zasadę swobody działalności gospodarczej, wprowadzając szczególne przesłanki jej wykonywania i uzależniając je od zgody organu koncesyjnego. Spośród regulacji koncesji w prawie polskim jako podstawowe odstępstwa od modelowego ujęcia instytucji koncesji można wskazać;
- Jedynie w koncesjach udzielanych w prawie górniczym da się powiedzieć, że są wydawane w sferze zastrzeżonej na rzecz państwa (złoża i kopaliny niestanowiące części składowe nieruchomości gruntowych stanowią własność państwa)
- Również jedynie w przypadku koncesji wydawanych na podstawie prawa górniczego ustawodawca gwarantuje koncesjonariuszowi wyłączność prowadzenia działalności gospodarczej na określonym terenie.
- Nie wszystkie udzielane w Polsce koncesje uprawniają do wykonywania zadań publicznych. Taką kompetencje przewidują np. koncesje wydawane na podstawie ust. Prawo energetyczne, jednak nie ma ich już w koncesjach uzyskiwanych na podstawie ustawy o ochronie osób i mienia. Wykonywanie działalności gospodarczej mocno sprzężonej z jednoczesnym realizowaniem zadań publicznych jest charakterystyczne dla tzw. sektorów infrastrukturalnych gospodarki (w szczególności energetyka i telekomunikacji)
- Posiadacze niektórych koncesji zostali upoważnieni przez ustawodawcę do ingerowania w sytuację prawno – rzeczową podmiotu innych osób, przy czym ta kompetencja ma charakter wyraźnie publicznoprawny. Przedsiębiorcy mogą podejmować dozwolone im działania w sposób jednostronny, zaś osoby których działania te dotyczą muszą biernie znosić ingerencje w ich nieruchomości.

Ogólnie można powiedzieć, że do modelowego ujęcia koncesji najbardziej zbliżają się koncesje energetyczne oraz górnicze. Najbardziej od teoretycznego ujęcia oddala się koncesja na ochronę osób i mienia. Należy również podkreślić, że cechy koncesji realizują zezwolenia telekomunikacyjne, na zbiorowe zaopatrywanie w wodę i zbiorowe odprowadzanie ścieków oraz zezwolenia występujące w prawie farmaceutycznym. Z tego też powodu wielu autorów twierdzi, że pojęcie koncesji w prawie polskim jest używane przez ustawodawcę niedbale. Niektóre koncesje powinny być zastąpione przez zezwolenie, natomiast pewne zezwolenia powinny być przekształcone w koncesje.

## Charakter prawny stosunku koncesyjnego i koncesji
Koncesjonowanie stanowi ciąg działań organu koncesyjnego oraz czynności wnioskodawcy, które toczą się na podstawie przepisów ustawy oraz przepisów k.p.a. i mają na celu wydanie decyzji administracyjnej dotyczącej wydania lub odmowy wydania koncesji bądź jej promesy, a także zmiany warunków koncesjonowania lub cofnięcia koncesji. Proces ten obejmuje także kontrolę działalności gospodarczej ze strony organu koncesyjnego.
Proces koncesjonowania znajduje zwieńczenie w wydaniu aktu administracyjnego przyjmującego postać decyzji. Przy analizowaniu charakteru koncesji jako decyzji administracyjnej często eksponowana jest jej uznaniowość (swoboda uznania organu koncesyjnego), cecha ta jest często wskazywana jako wyróżnik w stosunku do innych administracyjnych form reglamentacji administracyjnej (np. zezwoleń). Kwestia uznaniowości aktu koncesyjnego jest przedmiotem dyskusji doktrynalnych. Powodem kontrowersji jest stosowanie różnorodnych przesłanek udzielenia koncesji (nie tyle w ust. O swobodzie działalności gospodarczej, ale raczej w ustawach szczególnych), zawsze jednak odmowa zgody na udzielenie koncesji musi mieć podstawę w konkretnym przepisie prawa.
Kolejne cechy decyzji koncesyjnej to;
- Koncesja jest aktem administracyjnym o charakterze konstytutywnym
- Wydawany jest tylko na wniosek zainteresowanego podmiotu przez organ administracyjny.

Na podstawie szczegółowych przepisów ustawowych.
1. Podmiotowi gospodarczemu nie podporządkowanemu organowi ją wydającemu
2. Określający szczegółowe uprawnienia do prowadzenia działalności gospodarczej w sferze prawnie zastrzeżonej na rzecz państwa
3. Koncesja jest stosunkiem długotrwałym

Należy również podkreślić, że poza elementami decyzji wymienionymi w k.p.a decyzja koncesyjna musi zawierać elementy dodatkowe (wymieniane w przepisach szczególnych; np. ustawa prawo energetyczne przewiduje obowiązek określenia w koncesji m.in. zakresu działalności objętej koncesją, datę rozpoczęcia oraz warunki wykonania, datę ważności koncesji, szczególne warunki wykonywania działalności mającej na celu właściwą obsługę odbiorców, zabezpieczenia środowiska w trakcie oraz po zaprzestaniu działalności itp.).

## Postępowanie koncesyjne
Jedną z podstawowych cech koncesji wyróżniającą ją formalnie od zezwolenia jest wyodrębnienie ogólnej regulacji dotyczącej postępowania o dzielenie koncesji w ustawie o swobodzie działalności gospodarczej. W akcie koncesyjnym – a szerzej w stosunku koncesyjnym – zachodzącym między organem koncesyjnym a koncesjonariuszem przeplatają się elementy klasycznego stosunku administracyjno – prawnego z elementami dodatkowymi, czyniącymi zeń szczególną postać stosunku administracyjno-gospodarczego. Nadal występuje w nim podległość kompetencyjna petenta, wyrażająca typową dla stosunków administracyjnych nierównorzędność podmiotów. Jednak jest ona ograniczona obowiązkiem organu (wynikającym z powinności ochrony – realizowania – interesu publicznego), jakim jest zapewnienie określonej ilości i jakości świadczeń koncesyjnych. Organ koncesyjny nie tylko może, ale musi dokonać wyboru koncesjonariusza. Zaspokojenie potrzeb społecznych jawi się tu jako cel podstawowy działań organu administracji publicznej. Organ koncesyjny może nie przyznać koncesji jakiemuś konkretnemu wnioskodawcy, nie może jej jednak nie przyznać nikomu, a więc w efekcie koncesja musi być przyznana. W obecnym stanie prawnym nie ma jednak odpowiedzi na pytanie, co się stanie, jeśli w sytuacji, gdy konieczne jest udzielenie koncesji, nie zgłosi się po nią żaden podmiot. Pytanie to jest związane z kolejną cechą wyróżniającą stosunek koncesyjny. W przeciwieństwie bowiem do stosunku administracyjnego, który jest obowiązkowy, stosunek koncesyjny jest woluntatywny.
Postępowanie inicjowane jest złożeniem wniosku przez podmiot zainteresowany w uzyskaniu koncesji. Treść wniosku określona jest przez przepisy odrębne. Tak samo stanowiła ustawa o swobodzie działalności gospodarczej w art. 49.
Należy jednak pamiętać o odrębnych regulacjach znajdujących się w ustawach szczególnych. Organ koncesyjny może wezwać wnioskodawcę do uzupełnienia (w wyznaczonym terminie) brakującej dokumentacji poświadczającej, że spełnia ona warunki określone przepisami prawa, wymagane do wykonywania określonej działalności gospodarczej (pod rygorem pozostawienia wniosku bez rozpatrzenia). Może on również dokonać sprawdzenia faktów podanych we wniosku o udzielenie koncesji w celu stwierdzenia, czy przedsiębiorca spełnia warunki wykonywania działalności objętej koncesją. Organ jest obowiązany przekazać szczegółową informację o warunkach, niezwłocznie po wszczęciu postępowania w sprawie udzielenia koncesji.
Gdy liczba koncesji, jaką zamierza udzielić organ, jest mniejsza od liczby zgłoszonych wniosków (zakładając, że przedsiębiorcy spełniają wszystkie wymagania), wówczas po ogłoszeniu liczby przewidywanych koncesji w dzienniku urzędowym Monitor Polski przeprowadzany jest przetarg. O tym, który z ubiegających się podmiotów dostanie koncesję, decyduje wysokość opłaty, jaką deklarują poszczególni przedsiębiorcy.
Występuje promesa koncesji, regulowana dawniej w art. 60 ustawy o swobodzie działalności gospodarczej. Konstrukcja ta w rzeczywistości niemalże przekształca samą decyzje o przyznaniu koncesji w akt deklaratoryjny, ponieważ organ dokonuje tu samozwiązania. Samo przyznanie koncesji następuje niejako samoistnie po spełnieniu przesłanek, akt koncesji jest formalnym potwierdzeniem. Ciężar rzeczywistego podjęcia decyzji o przyznaniu koncesji przesuwa się w stronę aktu promesy. Pozwala to działać przedsiębiorcy w większym zaufaniu do przyszłych działań organu.
Ustawa o swobodzie działalności gospodarczej stwierdzała, że organem udzielającym koncesję jest minister właściwy ze względu na przedmiot działalności gospodarczej wymagającej uzyskania koncesji. Prawo przedsiębiorców utrzymało tę zasadę (art. 37 ust. 2). Przepisy szczególne wprowadzają jednak liczne odstępstwa od tej reguły, przyznając te uprawnienia innym podmiotom (np. Prezesowi URE. Co więcej, w wielu przypadkach centralizacja kompetencji koncesyjnych jest koniecznością, nie dotyczy to jednak wszystkich dziedzin objętych w Polsce koniecznością uzyskania koncesji np. w prawie energetycznym samą decyzje wydaje Prezes URE jednak procedura przygotowania koncesji przewidziana przez przepisy ustawy (oraz kontroli wykonania decyzji) została przeniesiona na niższe jednostki organizacyjne, powodując faktyczną decentralizację. Rozwiązanie takie powoduje, że trudno mówić, że rzeczywistych rozstrzygnięć w sprawie koncesji dokonuje Prezes URE, choć to on jest wskazany w ustawie. Należy zauważyć, że chociaż koncesja wydawana jest w formie decyzji, doznaje silnej modyfikacji zasada trwałości decyzji wprowadzona w k.p.a. Prawo przedsiębiorców i ustawy szczególne wprowadzają liczne przypadki, gdy zmiana decyzji koncesyjnej jest możliwa w przypadkach nieprzewidzianych w k.p.a.

## Koncesja we Francji
We Francji miało miejsce wytworzenie się klasycznego modelu koncesji. To właśnie w tym kraju koncesja polegała na przekazaniu prywatnym podmiotom kompetencji państwa wraz z pewnymi uprawnieniami publicznoprawnymi. Ten typ koncesji w doktrynie ocenia się obecnie nieraz jako umowa administracyjna lub połączone akty umowy i decyzji. Współcześnie nauka francuska używa pojęcia koncesji na oznaczenie stosunku prawnego, jaki nawiązuje się pomiędzy organem, a os. fizyczną lub prawną. Stosunek nawiązuje się w związku z udzieleniem uprawnienia na zarobkową eksploatację gruntu lub urządzenia publicznego. Wyróżnia się zatem dwa rodzaje koncesji. Pierwszy dotyczy usług publicznych, drugi odnosi się do robót publicznych (polega na powierzeniu wykonywania oraz eksploatacji urządzeń technicznych lub instalacji, które mają służyć zaspokojeniu potrzeb publicznych). W obu przypadkach stosunek oparty jest na akcie administracyjnym, zawiera jednak elementy cywilnoprawne. Ten podwójny charakter tłumaczy się tym, że umowny charakter mają tę koncesję, których celem jest zapewnienie i ochrona stałych korzyści finansowych koncesjonariusza. Organ koncesyjny występuje tutaj jako reprezentant władzy publicznej. Element administracyjny przejawia się w organizacji i funkcjonowaniu służby publicznej. Część obowiązków następuje w drodze nakazu administracyjnego. Co więcej, zmiana treści, czy cofnięcie może nastąpić w drodze aktu władczego, a klauzule umownie nie mogą być w ten sposób zmieniane. Zakres obu rodzajów koncesji jest we Francji szeroki. Koncesje mogą być udzielane przez podmioty państwowe, jak i lokalne. W swojej istocie koncesja stanowi sposób realizacji zadań publicznych przez podmioty prywatne. W centrum pojęcia pozostaje fakt udzielania koncesji w obszarach należących do sfery monopolu państwa.
Fakt wydania decyzji nie kończy stosunku koncesyjnego. Jest on raczej momentem granicznym, po przekroczeniu którego stosunek przechodzi w inną fazę. Koncesja tworzy szczególną pozycję prawną koncesjonariusza. Po jego stronie występują liczne obowiązki m.in.:
- Obowiązek osobistego zapewnienia funkcjonowania, bez możliwości powierzenia innej osobie;
- Obowiązek podporządkowania się nakazom administracji, która może jednostronnie zmienić zasady organizacji i funkcjonowania służby;
- Obowiązek przestrzegania zasad funkcjonowania służby publicznej (np. dostarczanie odpowiedniej w stosunku do potrzeb ilości i jakości usług, zapewnienie ciągłości, trwałości, powszechności prowadzenia działalności, równości użytkowników itp.).

Natomiast do podstawowych praw koncesjonariusza zalicza się:
- Prawo wyłączności eksploatacji określonego urządzenia;
- Możliwość korzystania z pewnych przywilejów związanych z wykonywaniem władztwa administracyjnego;
- Prawo do osiągania korzyści finansowych takich jak: pobieranie opłat od użytkowników, prawo do pomocy finansowej ze strony państwa lub gminy);
- Prawo do równowagi finansowej.

Organ koncesyjny jest zobowiązany do kontroli poprawności wykonywania decyzji. W wyniku negatywnych wniosków wynikających z tej kontroli organ może stosować sankcje, z cofnięciem koncesji włącznie. Dlatego też organizacja kontroli wykonywanej przez organ koncesyjny jest częściowo odmienna niż kontrola wykonywana w innym charakterze, zbliża się ona raczej do nadzoru sprawowanego przez organ koncesyjny. Szczególne cechy kontroli przejawiają się m.in. w tym, że:
- Organ koncesyjny może żądać wielu szczegółowych danych, głęboko ingerując w podmiotowość przedsiębiorstwa (np. w prawie energetycznym obowiązek przedstawiania sprawozdań itp.),
- Organ koncesyjny może wykonać kontrolę działalności gospodarczej koncesjonariusza we własnym zakresie lub powierzyć jej dokonanie innemu organowi państwowemu, wyspecjalizowanemu w kontroli danego rodzaju działalności. Powierzenie może mieć charakter stały lub okresowy, opierać się na poleceniu lub zleceniu.

## Koncesja a zezwolenie
Do różnic między koncesją a zezwoleniem zalicza się m.in.:
- zezwolenie nie oznacza rezygnacji państwa z monopolu i najczęściej nie dotyczy działalności objętej monopolem;
- zezwolenia są wydawane w wyniku sprawdzenia możliwości wykonywania działalności przez danego przedsiębiorcę, który spełnia wszystkie warunki (nie ma więc w nich elementu uznaniowości);
- udzielenie zezwolenia następuje w trybie k.p.a., bez istotnych modyfikacji;
- zezwolenia jako decyzje administracyjne podlegają ochronie przed zmianą i modyfikacjami według przepisów k.p.a.;
- zezwolenia mają charakter decyzji związanej;
- często wydanie zezwolenia wiąże się z wyrażeniem zgody na utworzenie (w sensie prawnym) organizacji, za pomocą której można prowadzić działalność gospodarczą;
- o zezwolenie mogą ubiegać się również podmioty państwowe.